# Waschhaus Roquemont (Luzarches)

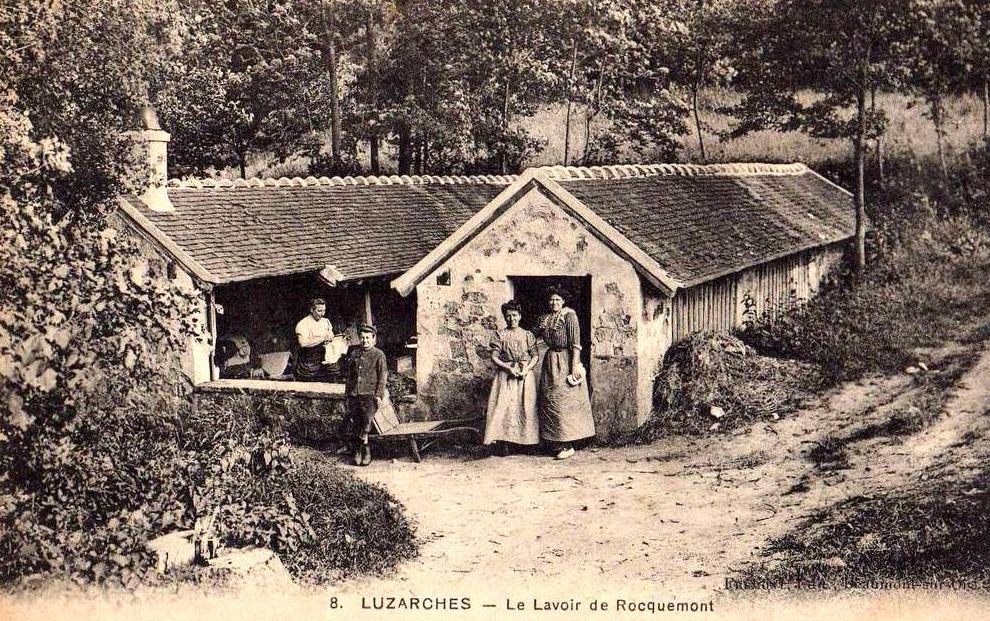
Waschhaus in Luzarches auf einer Postkarte (Anfang des 20. Jahrhunderts)

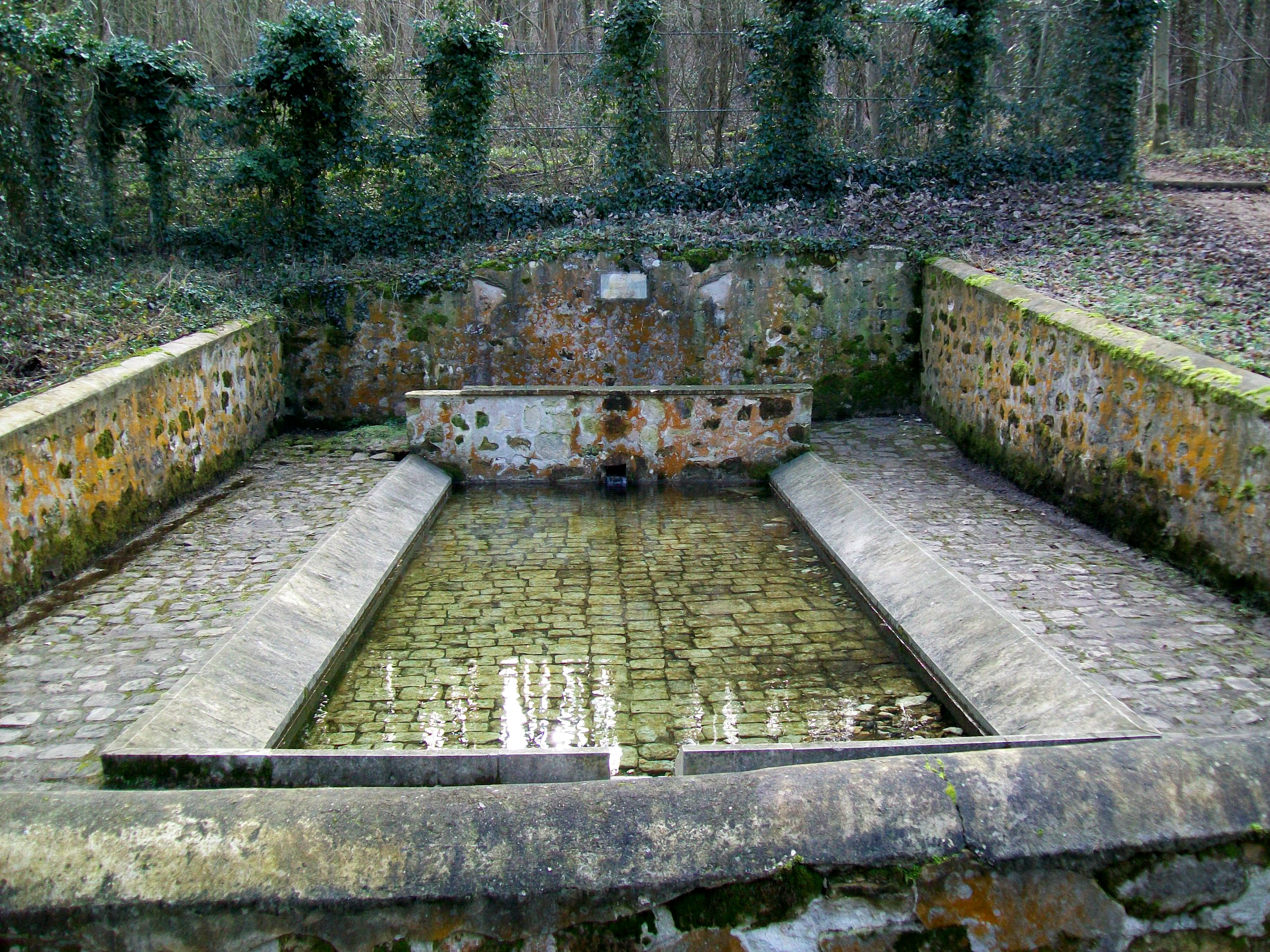
Heutiges Aussehen

Das Waschhaus Roquemont  (französisch lavoir) in Luzarches, einer französischen Gemeinde im Département Val-d’Oise in der Region Île-de-France, wurde 1817 errichtet. Das öffentliche Waschhaus steht am Chemin de la Grande Fontaine. 
Das Waschhaus besaß ursprünglich an den beiden Längsseiten des Wasserbeckens eine Überdachung und einen Ofen zum Erwärmen der Kochwäsche.